# Merbau (Kelumbayan Barat)
Merbau is een bestuurslaag in het regentschap Tanggamus van de provincie Lampung, Indonesië. Merbau telt 1658 inwoners (volkstelling 2010).